# تاكويا سوجياما
تاكويا سوجياما (باليابانية: 杉山 琢也) (مواليد 1 يناير 1983)، هو لاعب كرة قدم ياباني سابق كان يلعب كمدافع.

## وصلات خارجية
- تاكويا سوجياما على موقع رابطة كرة القدم اليابانية للمحترفين (اليابانية)
- تاكويا سوجياما على موقع Soccerway.com (الإنجليزية)